# المسجد الجامع ديلادار ناغار
المسجد الجامع ديلادار ناغار يسمى المسجد الجامع , بني في القرن التاسع عشر الميلادي في مدينة ديلادار ناغار الواقفع في ولاية أتر برديش  شمال الهند , ويعد المسجد الجامع أقدم مسجد في مدينة ديلادار ناغار .

## وسائل النقل
يبعد المسجد مسافة 0.5 كيلومتر من تقاطع السكك الحديدية في مدينة ديلادار ناغار .